# Hope E. Hopps
Hope Elizabeth Hopps (West Warwick, 15 de junio de 1926-Washington D. C., 7 de noviembre de 1988) fue una microbióloga e inmunóloga estadounidense que se retiró de la Administración de Alimentos y Medicamentos de los Estados Unidos tras haber trabajado como subdirectora de la Oficina de Productos Biológicos. Publicó 89 artículos en revistas y libros científicos y obtuvo dos patentes relacionadas con el desarrollo de vacunas.
La Sociedad de Biología In Vitro estableció el Premio Hope E. Hopps, para estudiantes destacados de biología in vitro.

## Educación
Hopps obtuvo su título universitario en la Universidad de Rhode Island y en 1950 su maestría en Microbiología en la Universidad de Maryland.

## Carrera
Inicialmente bacterióloga en el Garfield Memorial Hospital, pasó a realizar investigaciones en el Instituto de Investigación del Ejército Walter Reed. Se trasladó al Instituto Nacional de Alergias y Enfermedades Infecciosas en 1956, luego a la División de Estándares Biológicos de los Institutos Nacionales de Salud (que se convirtió en Oficina de Productos Biológicos en 1972) en 1960, donde se desempeñó como asistente del director.

## Investigación

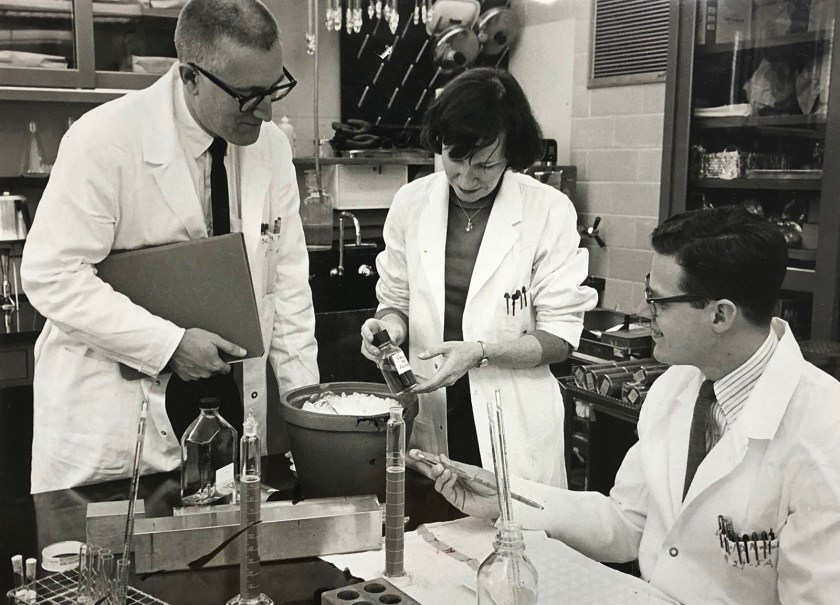
Foto del NIH etiquetada como «Dres. Harry M. Meyer, Jr. (cabello claro), Paul D. Parkman (cabello oscuro) y una mujer técnica de laboratorio (sic) del Laboratorio de Inmunología Viral, División de Estándares Biológicos [sic] trabajando con el antígeno de rubéola en el laboratorio».

Hopps desarrolló una línea celular continua de riñón de cercopiteco verde para ayudar a crear una vacuna viva contra el poliovirus. Descubrió la capacidad de las rickettsias para producir interferón.
Más tarde trabajó con Harry M. Meyer, Jr. y Paul D. Parkman en la vacuna contra la rubéola, aunque no se le dio todo el crédito a su papel. Fue incluida como coautora de artículos y poseía conjuntamente una patente para el análisis de sangre de rubéola con Meyer y Parkman. Sin embargo, el descubrimiento fue atribuido a Meyer y Parkman. A pesar de esto, la llamaron Girl Friday (un apodo común en inglés para una secretaria) y una fotografía del NIH la describió como female technician («mujer técnica»). Se le atribuyó el «primer procedimiento práctico para la evaluación a gran escala de la inmunidad a la rubéola».
Fue elegida presidenta nacional de Mujeres Graduadas en Ciencias en 1972. Participó activamente en la Asociación de Cultivo de Tejidos (TCA), ahora conocida como Sociedad de Biología In Vitro (SIVB), y se desempeñó como presidenta del capítulo de Washington D. C. desde 1974 hasta 1975, vicepresidenta nacional desde 1978 hasta 1980, y fue miembro de su consejo y ocasionalmente de su junta ejecutiva desde 1974 hasta 1988. Presidió el comité de publicaciones y estableció un nuevo nombre y formato para la revista de la sociedad, In Vitro Cellular & Developmental Biology.

## Vida privada
Se casó con George Hopps y vivieron en Silver Spring. Murió de cáncer a los 62 años.

## Legado
La Sociedad de Biología In Vitro estableció el Premio Hope E. Hopps en su honor, para estudiantes que demuestran logros sobresalientes en el campo de la biología in vitro.
En 2018, los NIH modificaron sus registros de female technician en fotografías para agregar su nombre.